# Д’Авила, Мануэла
Мануэла Пинту Виейра д’Авила (порт. Manuela Pinto Vieira d'Ávila; род. 18 августа 1981, Порту-Алегри) — бразильская журналистка и политик, одна из руководителей Коммунистической партии Бразилии (PCdoB). Была федеральным депутатом от Риу-Гранди-ду-Сул в период между 2007 и 2015 годами, а в 2013 году возглавляла фракцию партии в Палате депутатов. Кандидат в вице-президенты Бразилии в 2018 году. В настоящее время является депутатом Законодательного собрания своего штата.

## Биография

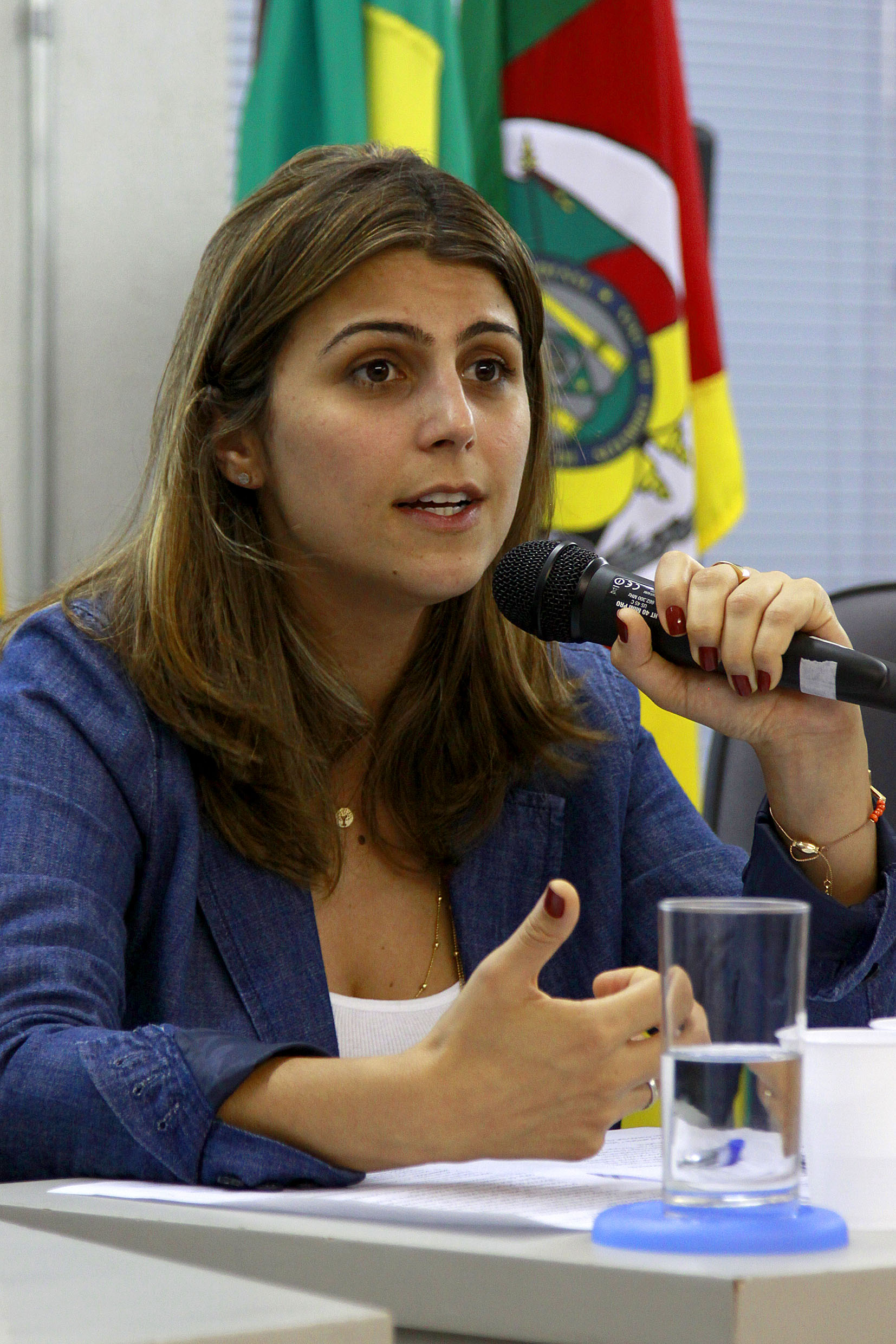
В 2012 году

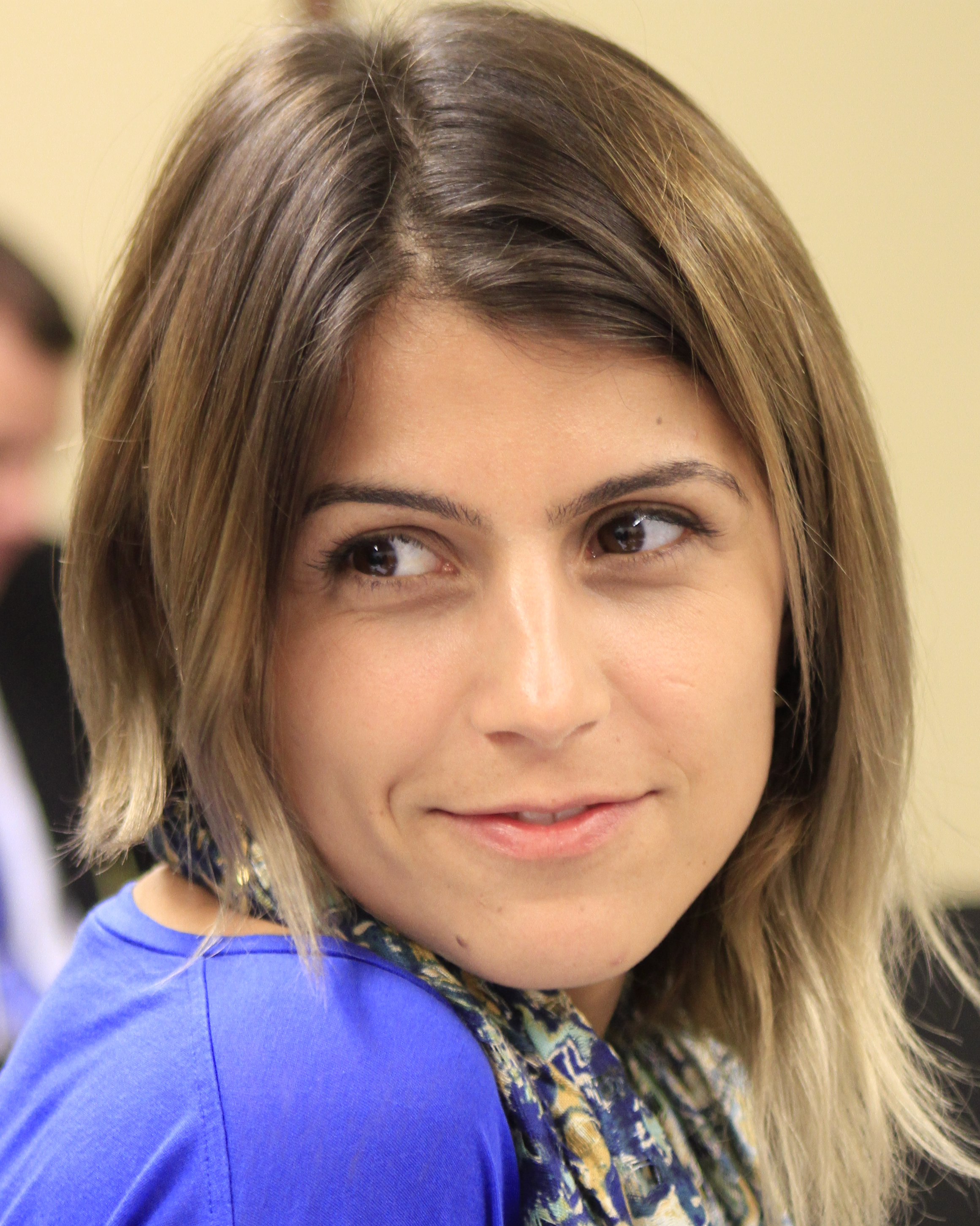
В 2013 году

Родилась в Порту-Алегри в семье юристки и инженера, преподавателя Федерального университета Пелотас. Получила степень журналистики в Папском католическом университете Риу-Гранди-ду-Сул. Также изучала общественные науки в Федеральном университете Риу-Гранди-ду-Сул.
Свою политическую карьеру начала в студенческом движении. С 1999 года участвовала в Союзе социалистической молодежи (UJS), молодёжном крыле Коммунистической партии Бразилии, членом которой стала в 2001 году. С 2001 по 2003 годы была членом национального совета UJS и вице-президентом Южного Национального союза студентов (UNE).

## Деятельность в парламенте
После своего избрания в 2004 году с 1,19 % от действительных голосов стала самым молодым депутатом городского совета в истории Порту-Алегри. На своём посту отстаивала права молодёжи и студентов. Затем была избрана федеральным депутатом Национального конгресса Бразилии в 2006 году от Риу-Гранди-ду-Сул и переизбрана в 2010 году с рекордными показателями отданных за нее голосов — 482 590, или 8,06 % от действительных голосов, что позволило провести в парламент ещё троих её союзников — коммуниста и двух членов Социалистической партии Бразилии.
В федеральном парламенте Мануэла д’Авила предложила ряд новых принятых законов о правах молодёжи, включая пересмотр законодательства о стажировках и Молодежный статут. В ноябре 2010 года её имя называли в качестве возможных кандидатур на пост министра спорта в первом правительстве Дилмы Русеф. В течение 2011 года председательствовала в Комиссии по правам человека и меньшинствам Палаты депутатов; попросила отбыть из комиссии заместителя Жаира Болсонару. В 2013 году она была выбрана главой фракции своей партии в Палате представителей.

## Другие избирательные кампании
Д’Авила дважды баллотировалась на пост мэра в столице своего штата. Во время первой попытки в 2008 году она, выступая в паре с кандидатом в вице-мэры Социалистической народной партии Бразилии, финишировала третьей с 15,35 % голосов, уступив кандидатам от Партии бразильского демократического движения и Партии трудящихся. Во второй раз, в 2012 году, она как кандидат от 5 партий заняла второе место с 17,76 %, потерпев поражение в первом туре от Жозе Фортунати (Демократическая рабочая партия). В 2014 году была избрана депутатом парламента штата, получив наибольшее количество голосов на выборах этого года.

## Кандидат в вице-президенты

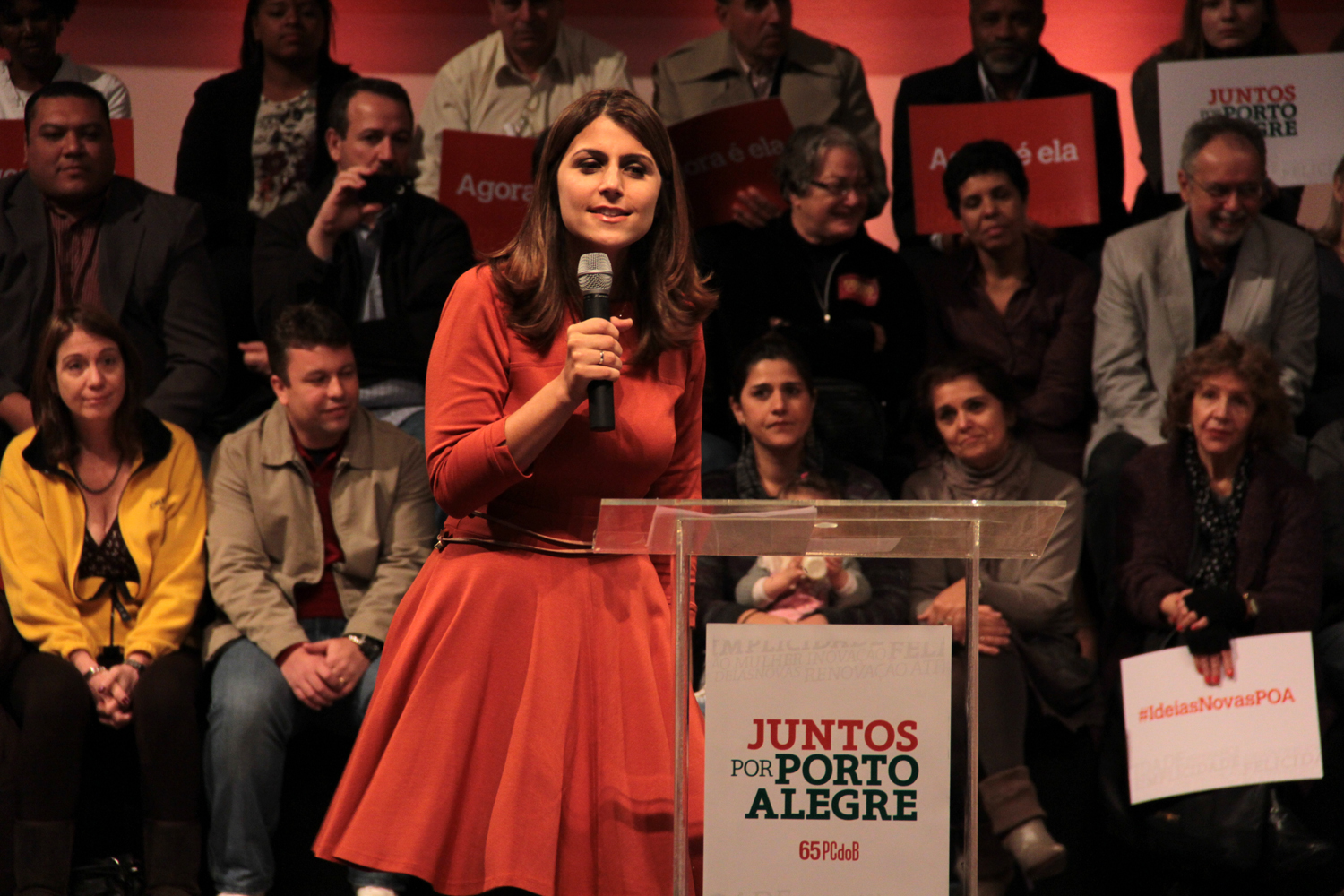
На съезде Компартии в 2012 году

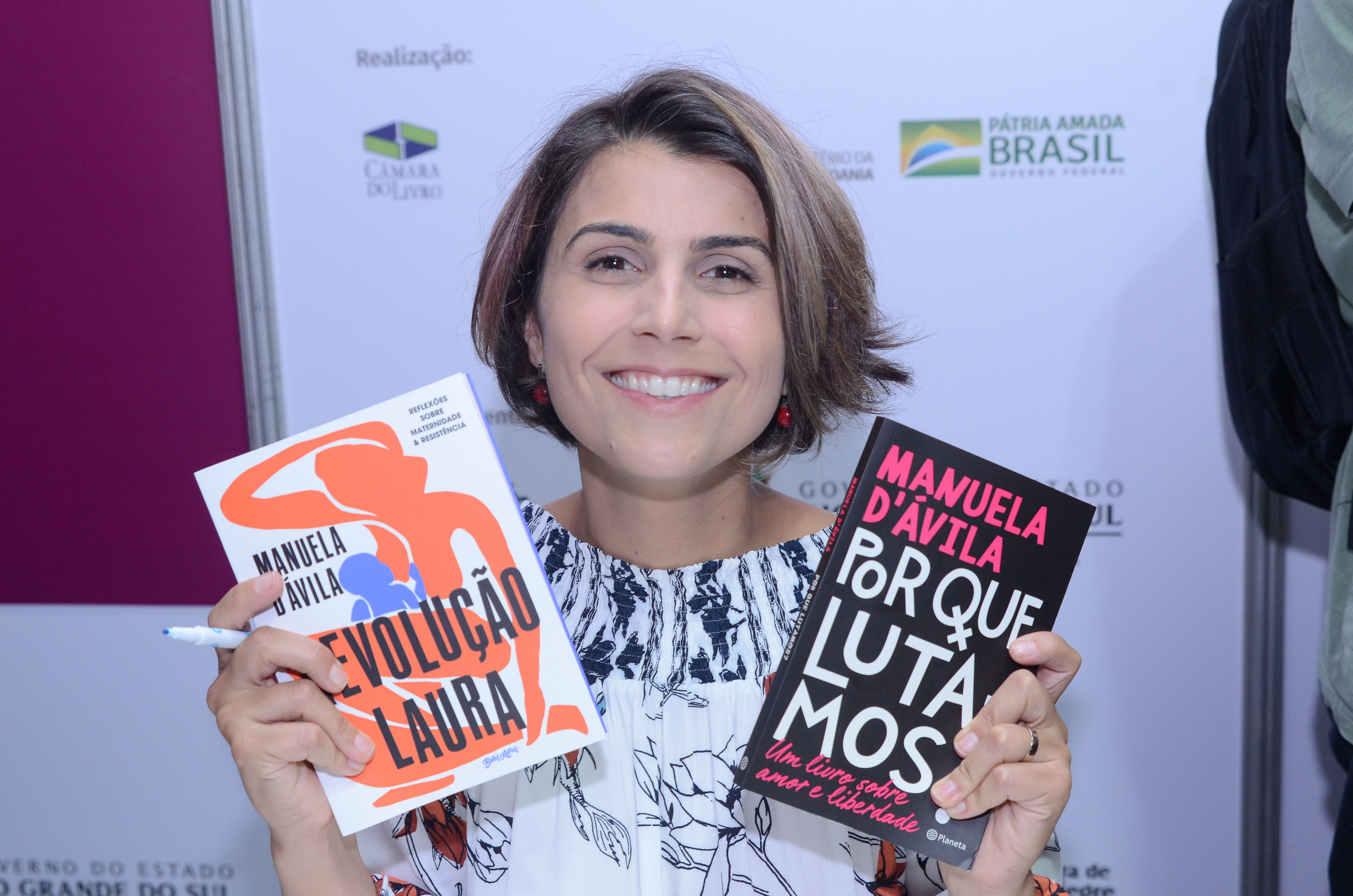
Мануэла Д’Авила со своими книгами

На съезде Коммунистической партии в ноябре 2017 года Мануэла была выдвинута в качестве претендента на пост президента Бразилии на выборах 2018 года. 1 августа 2018 года её партия официально объявила д’Авилу кандидатом в президенты, оставив открытой возможность союзов с другими левыми силами. В итоге, в августе 2018 года Партия трудящихся номинировала её в качестве кандидата в вице-президенты страны от коалиции ПТ, Компартии, Партии рабочего обновления и Республиканской партии социального порядка в случае, если Лула да Силва будет допущен к выборам.
11 сентября 2018 года, когда стало известно об окончательном недопуске Лулы к выборам Верховным избирательным судом, Мануэла д’Авила заняла место кандидата в вице-президенты при заместившем его Фернанду Аддаде. Их тандем получил 31,342 миллиона (29,28 %) голосов в первом туре и 47,041 миллионов (44,87 %) голосов во втором, уступив ультраправому кандидату Жаиру Болсонару от Социал-либеральной партии.
В 2019 году вышла первая книга Мануэлы Д’Авилы — Revolução Laura: reflexões sobre maternidade e resistência. Она содержит размышления о её личном опыте как матери, феминизме и политическом активизме в контексте материнства.